# Euryproctus luteicornis
Euryproctus luteicornis là một loài tò vò trong họ Ichneumonidae.